# Paul Metz
Paul Metz, född 17 november 1892 i Köpenhamn, död 8 september 1975 i Gentofte, var en dansk landhockeyspelare.
Metz blev olympisk silvermedaljör i landhockey vid sommarspelen 1920 i Antwerpen.